# Kieszonkowiec (film 1997)
Kieszonkowiec (mand. 小武 / Xiao Wu) – chiński dramat filmowy z 1997 roku w reżyserii Jia Zhangkego, będący jego pełnometrażowym debiutem fabularnym.
Film miał swoją światową premierę 18 lutego 1998 roku w ramach sekcji "Forum" na 48. MFF w Berlinie, gdzie otrzymał dwie nagrody. Debiut Zhangkego znalazł grono licznych wielbicieli, w tym m.in. amerykańskiego reżysera Martina Scorsese.

## Fabuła
Historia drobnego prowincjonalnego złodziejaszka, tytułowego Xiao Wu, który kurczowo trzyma się swoich przyzwyczajeń wobec szybko zmieniającej się wokół niego rzeczywistości liberalizujących się Chin lat 90. XX w. Bohater żyje na marginesie społeczeństwa w kontraście do swojego brata, nuworysza Xiao Yonga, którego ślub staje się lokalnym wydarzeniem medialnym. Zdesperowany i osamotniony Xiao Wu nawiązuje relację z prostytutką Mei Mei, która również funkcjonuje poza obowiązującym systemem. Film, niestroniący od komentarza społeczno-politycznego, porusza wątek toczącej się wówczas kampanii na rzecz autodenuncjacji przestępców.

## Obsada
- Wang Hongwei – Xiao Wu
- Hao Hongjian – Mei Mei
- Zuo Baitao
- Jinrei Ma
- Junying Liu
- Liang Yonghao
- Qunyan An
- Jiang Dongdong
- Zhao Long
- Wang Reiren
- Gao Jinfeng
- Renzhu Li
- Juan Wu
- Jinshu Ji

## Produkcja
Niskobudżetowy obraz powstał w pełni niezależnie od jakiegokolwiek wsparcia ze strony państwa. Nakręcony został w stylu dokumentalnym z udziałem naturszczyków w rodzinnym mieście Zhangkego, czyli w Fenyangu w przemysłowej prowincji Shanxi. 